# Геллікюм
Геллікюм (нід. Gellicum) — село в нідерландській провінції Гелдерланд. Входить до муніципалітету Вест-Бетюве. Перша згадка про населений пункт датується 10-м сторіччям.

## Галерея

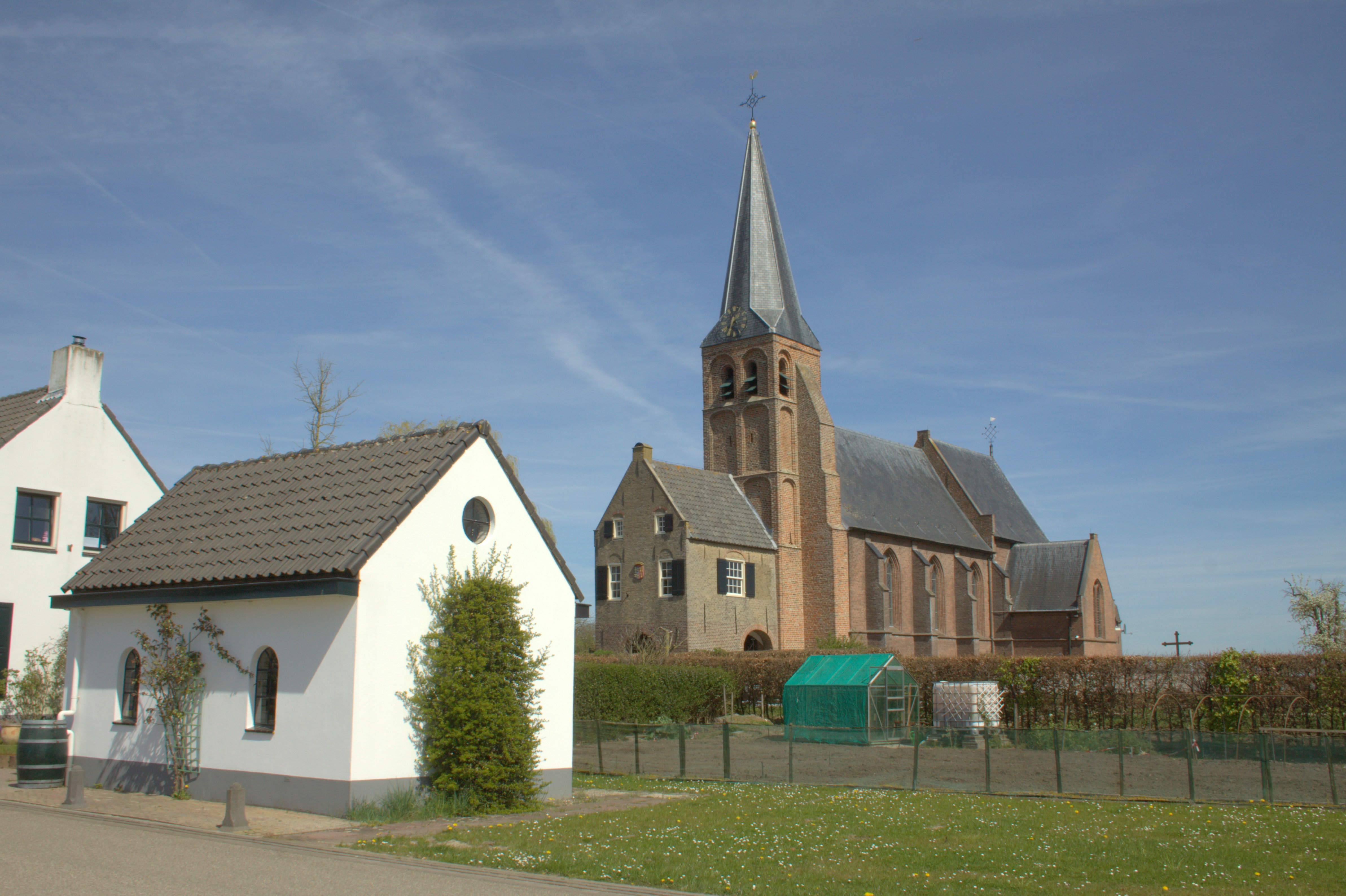
Реформістська церква
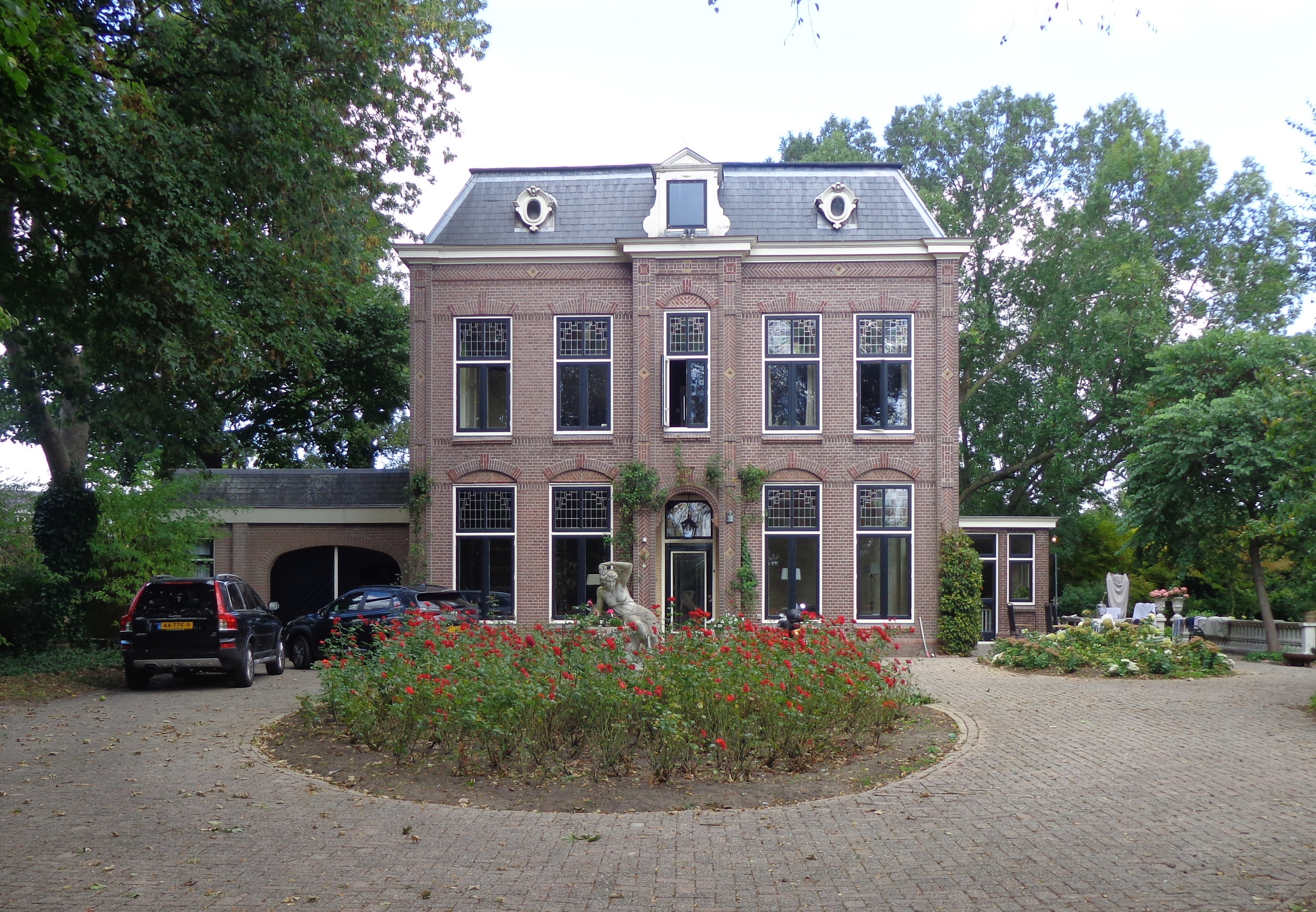
Вілла
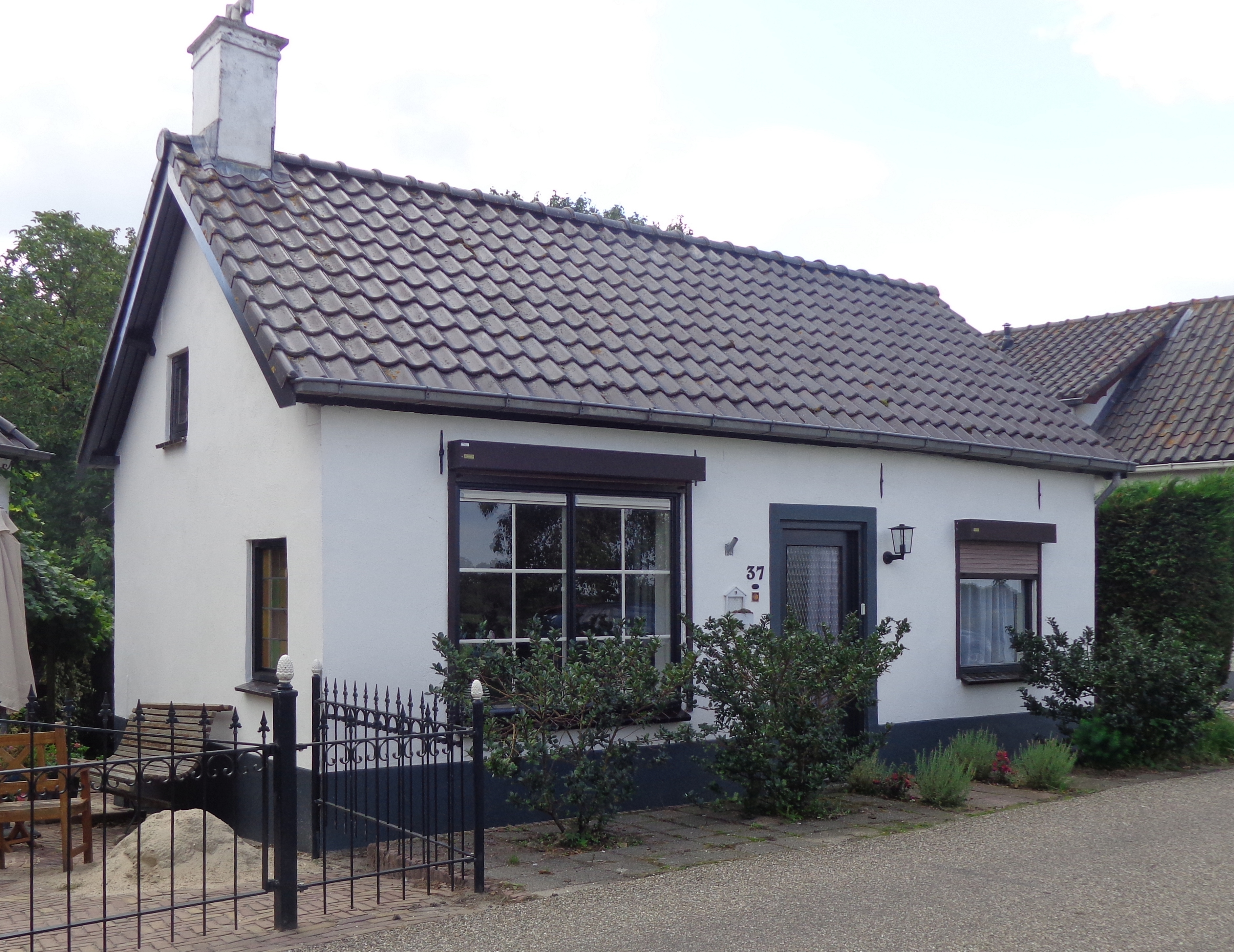
Сільський будинок
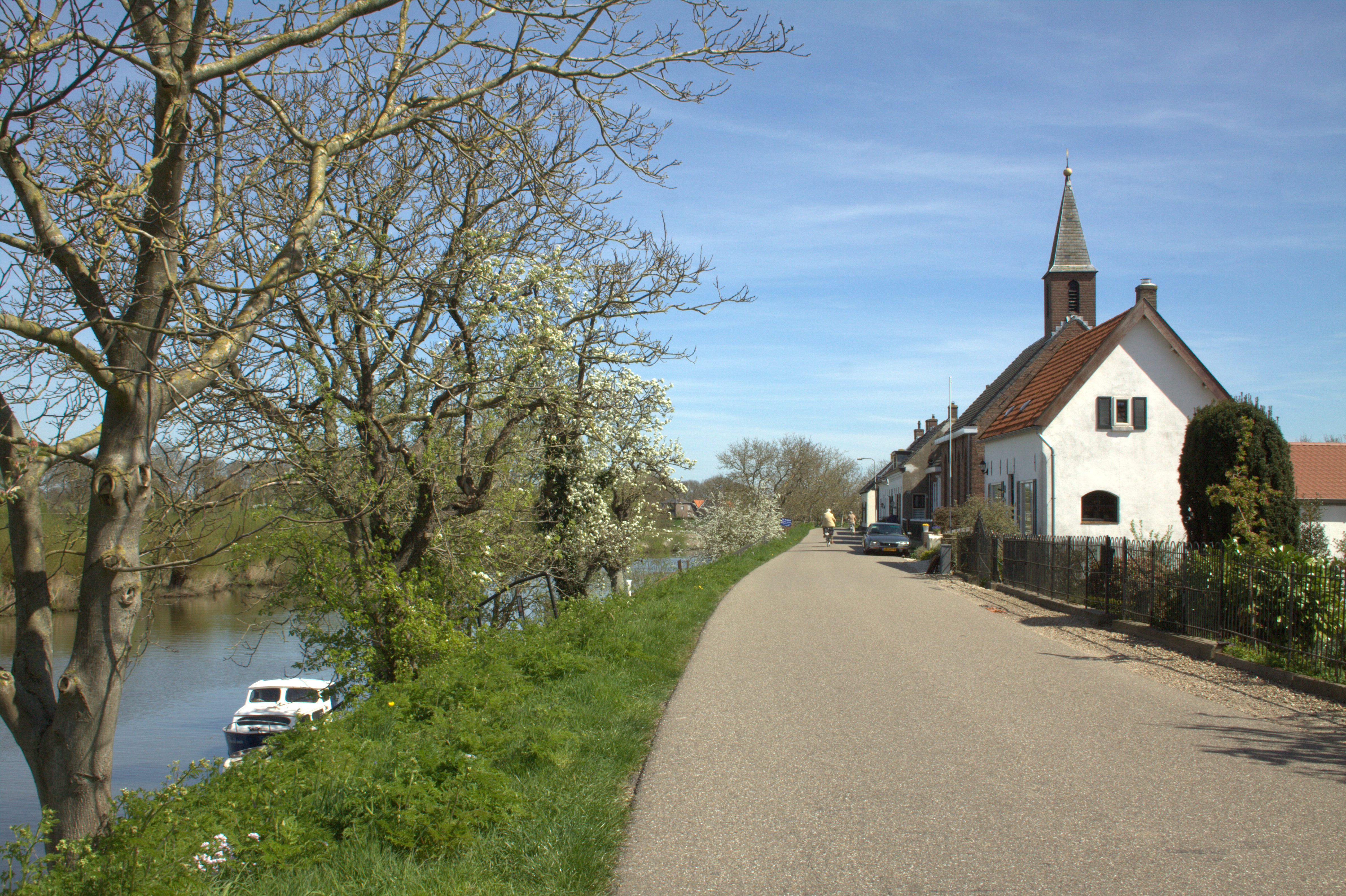
Вулична панорама